# Moral Reforma (zona arqueológica)

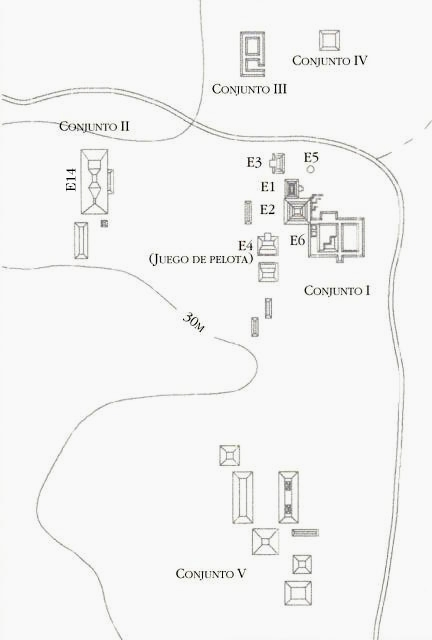
Plano del sitio.

La Zona Arqueológica Moral-Reforma es un sitio maya del período clásico. Se encuentra en el municipio de Balancán, en el estado mexicano de Tabasco, sobre las llanuras inundables del río San Pedro Mártir, cerca de su desembocadura en el río Usumacinta. Se ubica 15 km al poniente de la villa El Triunfo, 20 km al oriente de la ciudad de Balancán de Domínguez y 35 km al noreste de la ciudad de Tenosique de Pino Suárez.
Esta zona arqueológica pertenece al grupo de ciudades de la cuenca del Usumacinta, al igual que Pomoná, San Claudio, Palenque, Bonampak, Yaxchilán y Piedras Negras. Guarda similitud con Tikal, en Guatemala y con Río Bec, en Campeche.
La ciudad maya, bautizada como Moral-Reforma, fue un puerto fluvial, que tuvo su esplendor alrededor del 600 d. C. El sitio arqueológico, ubicado junto a la comunidad rural de Reforma, tiene una extensión de 87 hectáreas y al menos 30 montículos, algunos de ellos de grandes dimensiones, que probablemente cubran pirámides de importante tamaño.
La primera mención del lugar data del año 1907 y corresponde a quien se considera descubridor del sitio, Teobert Maler. En Moral-Reforma se han encontrado hasta ahora cuatro altares, seis estelas y más de 50 piezas arqueológicas, que se exponen en el Museo "Dr. José Gómez Panaco" de Balancán de Domínguez y el Museo Regional de Antropología Carlos Pellicer Cámara de Villahermosa.
En octubre de 2009, la zona arqueológica de Moral-Reforma fue abierta al público. :

## El nombre
En la actualidad el nombre original de esta ciudad maya se desconoce, pese a que la Estela 1 presenta el Glifo emblema de la ciudad, pues éste resulta ilegible. 
Desde su descubrimiento la zona arqueológica ha recibido varios nombres. El primero fue impuesto por su descubridor, el arqueólogo Teobert Maler, quien en 1907 la llamó "La Reforma II" por encontrarse muy cerca de la población del mismo nombre.  Posteriormente en 1937, el arqueólogo Wyllys Andrews la denominó "Moral". Más tarde, en 1945 el arqueólogo Raúl Pavón Abreu la bautizó como "Morales", debido a la abundancia de árboles de Mora en la zona. También se le llamó Acalán. Finalmente, en 1993 el arqueólogo Daniel Juárez del Instituto Nacional de Antropología e Historia la designó con su nombre actual de "Moral Reforma".

## Descubrimiento
La primera referencia de Moral Reforma fue hecha por el arqueólogo ítalo-autriaco-alemán-mexicano Teobert Maler, en 1907, al realizar una expedición que lo llevó, de Tenosique de Pino Suárez, a la parte central del río Usumacinta. Durante su recorrido, escuchó relatos de los lugareños, que señalaban la presencia de grandes montículos de tierra en el sitio, y lo consignó en sus notas, con el nombre de "La Reforma II".

## Exploraciones
Los trabajos de E. Wyllys Andrews 1937
Wyllys Andrews estudia los asentamientos distribuidos en la región, donde convergen los estados de Tabasco y Campeche, con El Petén guatemalteco. Desde este lugar, llegó al sitio al que él llama "Moral". Durante su estancia, Andrews descubre la Estela 1 que, en una de sus caras, muestra a un personaje ricamente ataviado, con dos cautivos a sus pies. En el anverso se ve un personaje que sostiene por los cabellos a un prisionero, al que va a sacrificar con un hacha, que lleva en la mano izquierda. Las fechas registran que el evento pudo ocurrir en el año 750 d. C.
Los trabajos de Raúl Pavón Abreu 1945
En 1945, intrigado por la Estela 1 descubierta por Andrews, Raúl Pavón emprende un viaje de estudio. En su informe señala que nombra al sitio como "Morales", debido a la abundancia de árboles de Mora, de cuya madera se extrae un tinte amarillo. Entre sus hallazgos se encuentran la Estelas 2 (actualmente en el Museo de Antropología Carlos Pellicer Cámara en Villahermosa, con fecha en cuenta larga de 711 d. C. y la Estela 3 (ubicada en el Museo Dr. José Gómez Panaco, de Balancán de Domínguez), con fecha en 735 d. C.
Trabajos exploratorios de César Lizardi Rámos 1959 - 1961

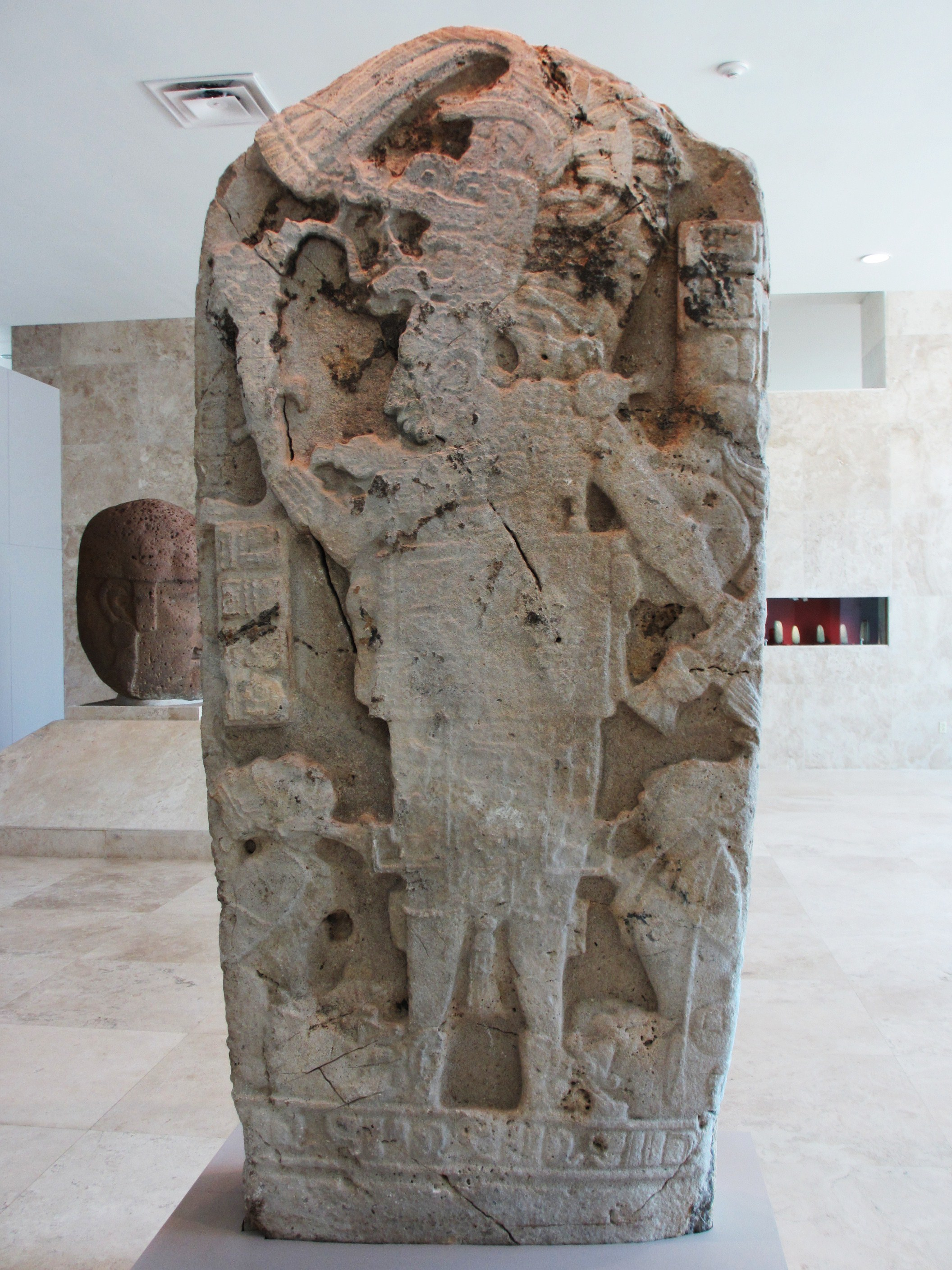
Estela 1 de Moral Reforma, que muestra al Rey Wo CHAN-na K'AWILL. Actualmente se encuentra en el Museo de Antropología "Carlos Pellicer Cámara", en Villahermosa.

En 1959, César Lizardi es comisionado por la Dirección de Monumentos Prehispánicos del INAH, para inspeccionar los sitios de Pomoná y Morales, cuyos monumentos habían sido trasladados a las respectivas cabeceras municipales de Tenosique de Pino Suárez y Balancán de Domínguez. Si bien, estas acciones evitan su pérdida, se desconoce el lugar y forma en la que se encontraban, ya que no se dejan registros de la ubicación de las mismas, antes de moverlas. Lizardi Rámos reporta el hallazgo de las  Estelas 4 y 5 (actualmente en el Museo Dr. José Gómez Panaco de Balancán de Domínguez).
En lo referente a la Estela 4, que es una de las más importantes descubierta en Moral Reforma y que también se le conoce con el nombre de "Señor de Balancán", tiene fecha de 656 d. C. Se ve a un personaje, identificado como el Rey de Moral Reforma, Muwaan Jol ("Cráneo de Halcón"), que sostiene una "harra" ceremonial y dos cautivos postrados, escena que recuerda a la de la Estela 1. De la Estela 5, sólo se conserva una parte de la inscripción glífica, que muestra fechas correspondientes al 633 d. C.
Trabajos de Lorenzo Ochoa Salas 1975
Lorenzo Ochoa Salas, investigador del Centro de Estudios Mayas de la UNAM, aborda el estudio de la región, gracias al proyecto "Tierras Bajas Noroccidentales". Junto con los arqueólogos Martha Ivón Hernández y Ernesto Vargas, realiza un amplio recorrido sobre el río San Pedro Mártir, con el propósito de caracterizar la región, cultural y cronológicamente, además de establecer su relación con otras áreas.
Proyecto de exploración, restauración y conservación 1992 - 2012
Es a partir de 1992, cuando el INAH integra un grupo de arqueólogos mexicanos, para que inicien un proyecto de investigación, exploración, restauración y conservación en el sitio. De estos trabajos, destaca el descubrimiento y limpieza de varias estructuras, que se encontraban cubiertas con tierra y vegetación, concentrándose los trabajos en los Grupos 1 y 2. Entre estas estructuras, sobresale el Edificio 14, una impresionante pirámide doble, de 27 metros de altura y  una plataforma, de 50 por 70 metros de base; un juego de pelota y las Pirámides E1 y E2.

## Historia

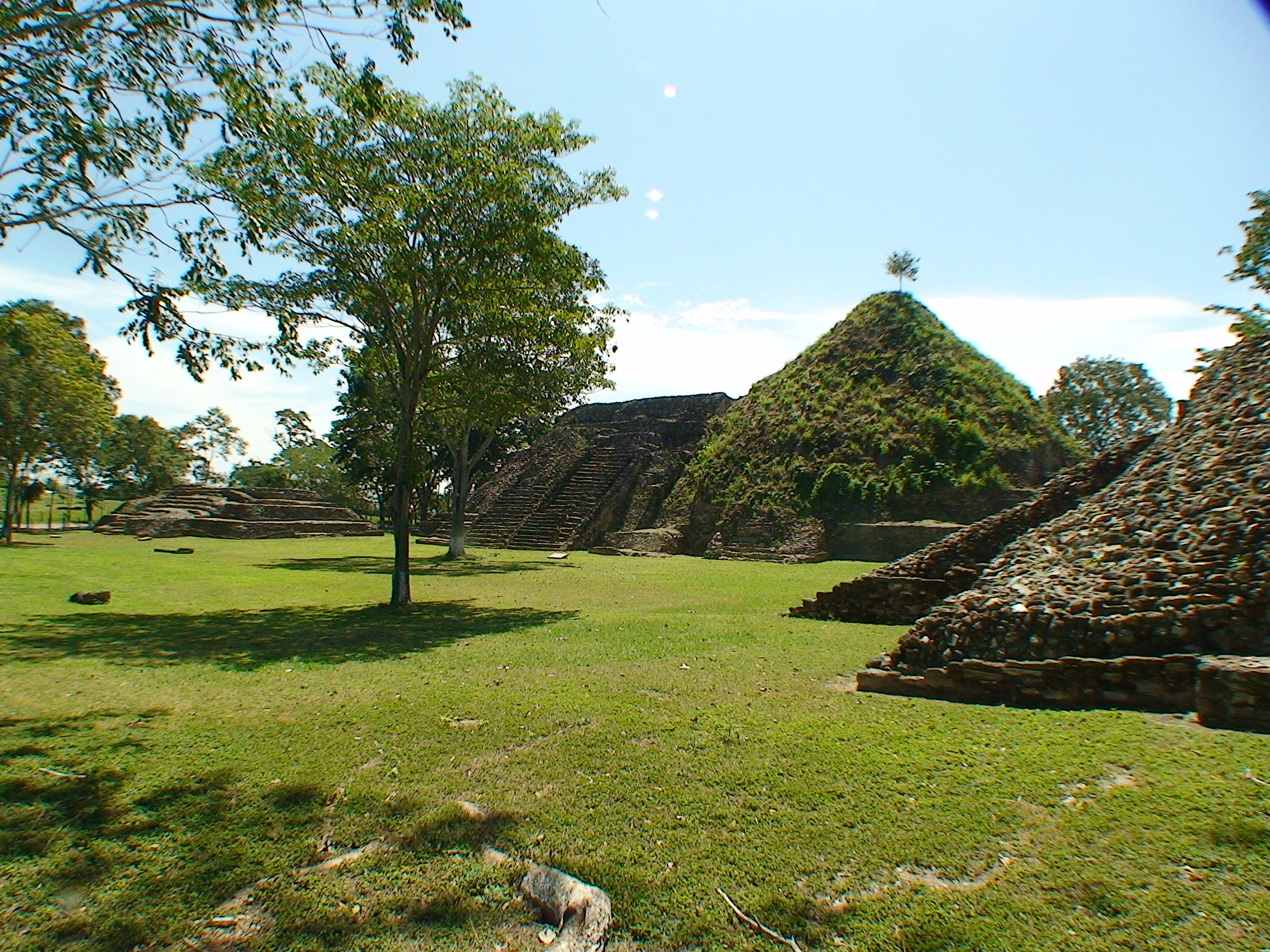
Pirámides E1 y E2, del grupo 1

La región oriental de Tabasco, en la que se localiza Moral-Reforma, estuvo dividida políticamente en varias ciudades de rango modesto, entre las que sobresalen Pomoná, San Claudio, Santa Elena y Moral-Reforma. 
Pomoná se encuentra en lo alto de un pequeño montículo y es el sitio más conocido de los tres, porque tiene una gran cantidad de monumentos, aunque son igualmente importantes Santa Elena, cuyo título real, o glifo emblema, fue identificado recientemente por David Stuart y Moral-Reforma, en donde se han localizado extensas inscripciones. Los tres sitios tuvieron complejas redes de relaciones –hostiles y pacíficas–, con los poderosos vecinos de Palenque, Piedras Negras y con sitios más distantes, como Toniná, Yaxchilán, Calakmul y Tikal.
La ciudad de Moral-Reforma existía ya, mil años antes de la llegada de los españoles y tuvo su apogeo entre los años de 622 y 756, después de Cristo y fue gobernada por el llamado rey de Moral. La ciudad fue utilizada por los mayas, para la agricultura y la comercialización, a través de los caudalosos ríos San Pedro Mártir y Usumacinta, que es el mayor del país. 
La ciudad tuvo una larga ocupación, ya que se sabe que su poblamiento inició en el año 300 a. C. y su abandono ocurrió en el año 1000 d. C. Inicialmente la ciudad se originó como un asentamiento de tipo aldeano que paulatinamente cobró importancia regional como centro de control de tráfico sobre el cauce del río San Pedro Mártir, a través del cual se establecía la comunicación y el intercambio de bienes entre los pueblos mayas del Petén guatemalteco y las poblaciones ubicadas en la costa del Golfo de México. Esta ubicación, sería uno de los motivos principales por los que la ciudad estuvo asediada por las grandes potencias como Palenque y el eje Calakmul-Piedras Negras quienes a lo largo de muchos años se disputaron su dominio.

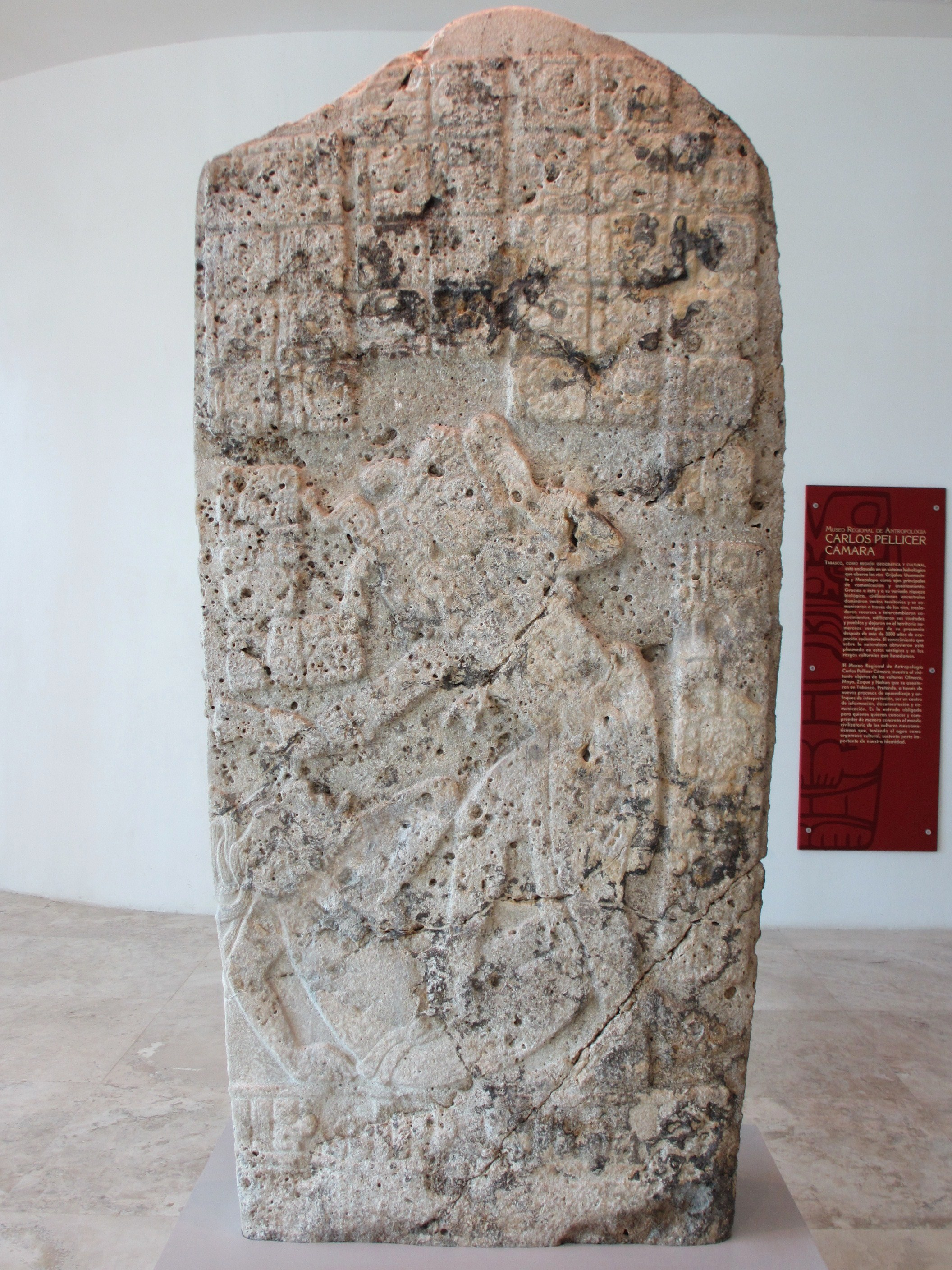
Cara posterior de la Estela 1 de Moral Reforma en donde aparece el gobernante Wo CHAN-na K'AWIIL a punto de degollar a un prisionero.

Durante el período Clásico Tardío, es cuando se registra una importante actividad constructiva en la ciudad, la que se refleja en la configuración de la llamada Plaza Oriente, cuyas construcciones más sobresalientes son los edificios 2 y 14, construcciones pareadas de carácter ceremonial, complementadas con un juego de pelota y dos edificaciones tipo palacio con patios interiores, además de estelas y altares lisos y en algunos casos con inscripciones.
Gracias a los textos epigráficos inscritos en las diversas estelas de Moral-Reforma, es que ha sido posible conocer algo de la historia dinástica de esta ciudad. Se sabe que Moral Reforma realizó alianzas políticas con los señoríos de Calakmul (Kaan)  en el año 662 y con Palenque (Lakam Ha) en el año 690 d. C., para posteriormente hacia el 750 d. C. convertirse en cabecera de una pequeña provincia independiente en la región del río San Pedro Mártir.

### Dominio de Calakmul
Se sabe que, entre los años 675 y 690, Moral-Reforma dependía de Calakmul y con mucha influencia de Palenque, por los cambios repentinos en arquitectura y las esculturas.
La lectura de las inscripciones en la estela 5 es limitada, sobre la historia del lugar. La Estela 4 (actualmente en el museo de Balancán) hace mención que el 17 de enero del año 656 d. C., nació un rey, cuyo nombre fue Muwaan Jol, “Cráneo de Halcón”. Fue hijo de un rey anterior y asumió el poder el 7 de mayo del 661 d. C., cuando apenas tenía cinco años. La ceremonia de ascenso al poder, incluye la presentación y "atadura de la cinta real" a su cabeza, acto que en las inscripciones se indica con la frase k’al huun y que se encuentra entre los ritos inaugurales más frecuentes del Clásico maya.
Según una interpretación retomada recientemente por Stephen Houston, el rey de Calakmul parece haber participado en una ceremonia en Piedras Negras, en febrero de 662 d. C. Y cinco días después, Piedras Negras ataca Santa Elena y otro sitio, cuyo nombre no es legible. En marzo de 662 d. C., se registró en Palenque la captura, en días sucesivos, de dos individuos no identificados.
Relacionando ambos acontecimientos, se puede concluir que hubo luchas, no solo por Moral-Reforma, sino por una región más amplia de Tabasco. El eje Calakmul-Piedras Negras triunfa sobre los reclamos de sucesión de Palenque y la reinstalación de Cráneo de Halcón es muestra del sometimiento político de Moral-Reforma, a Calakmul.

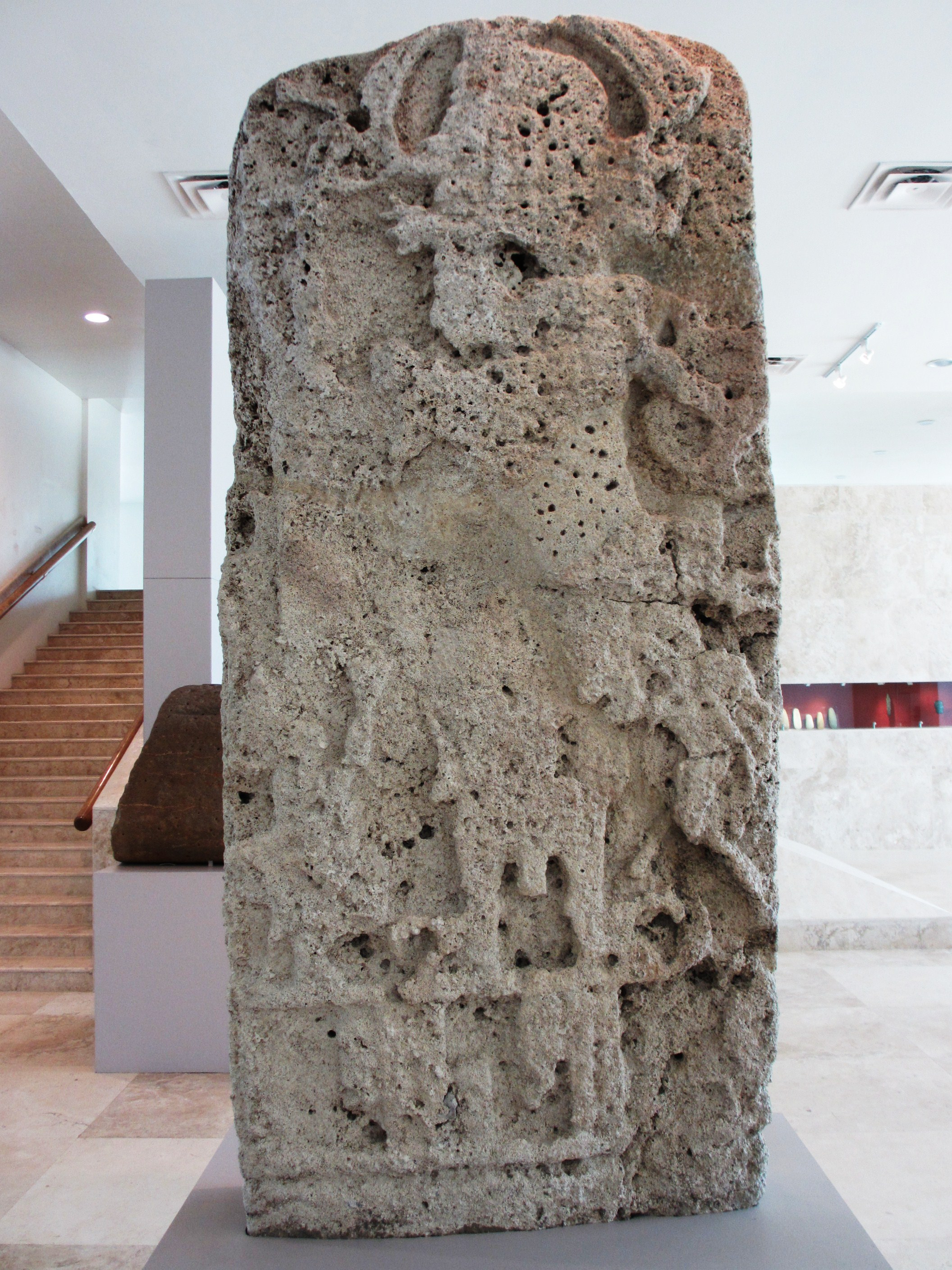
Estela 2 de Moral Reforma. Realizada en el año 711 y descubierta en 1945.

Es aquí donde la inscripción revela la primera sorpresa, pues relata un hecho singular: menos de un año después, el 5 de  abril del 662 d. C., "Cráneo de Halcón" participó en una “segunda” ceremonia de "atadura de cinta". La razón de este nuevo rito de ascenso, es que ocurrió “bajo la supervisión de”  Yuknoom Ch’een II (“el Grande”), gobernante de Calakmul. Esto confirma el sometimiento del rey de Moral-Reforma, a Calakmul.
La siguiente información sobre Cráneo de Halcón, se refiere ya a su vida adulta. En la estela se describe una importante victoria militar, obtenida en el año 687 d. C. y otra, tal vez, en el 689 d. C., en las que probablemente se tomaron los cautivos representados en el frente de la estela.
La decadencia del dominio de Calakmul, propició el incremento de la influencia de Palenque, en ciudades del oriente tabasqueño. Debido a que Calakmul había disminuido en importancia, un año más tarde fue sometida por Tikal.

### Dominio de Palenque
Sorprende, nuevamente, conocer de una “tercera” ceremonia de "atadura de cinta", ahora el 4 de julio del año 690 d. C. También en esta ocasión, fue “bajo la supervisión”, ahora nada menos que del rey de Palenque, Kan B’ahlam II, “Serpiente Jaguar”. Esta nueva dependencia de Moral-Reforma, a Palenque, se refleja incluso en el estilo de la estela 4, que tiene claras similitudes con ese sitio; quizás la estela pudo haber sido elaborada por especialistas procedentes de Palenque.
En la estela 4 se menciona el nombre de Kan B’ahlam, seguido de la frase: "uhtiiy b’aakal", que significa: “sucedió en Palenque”. Esto demuestra que el rey de Moral-Reforma se vio obligado a visitar a su nuevo señor y a hacer allí su tercera "atadura de cinta". Estas dos referencias a Moral-Reforma, son las primeras que tenemos, para demostrar que hubo viajes para recibir investiduras de otras tierras.

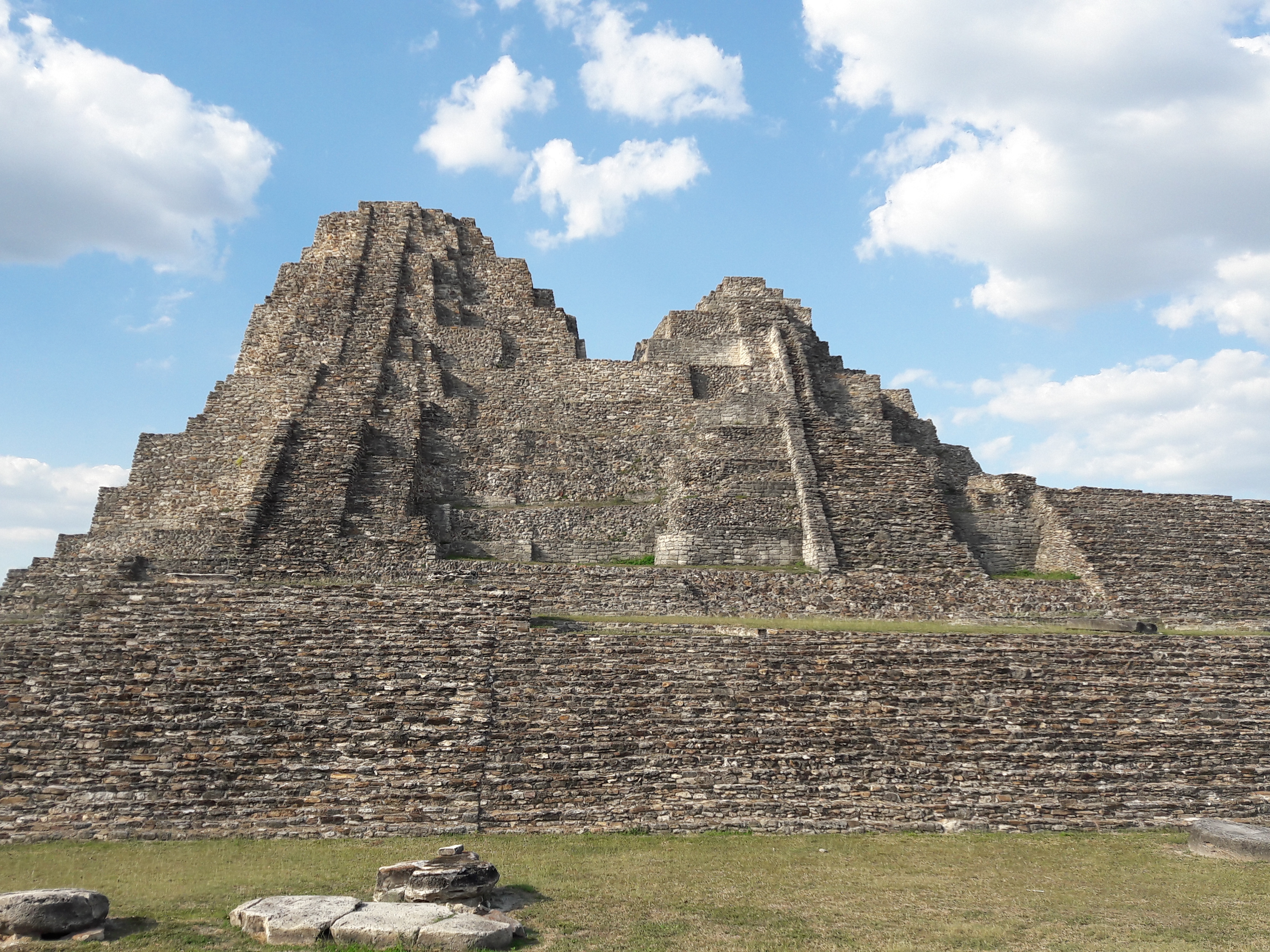
Pirámide doble, del grupo 2

Por su parte la estela 1, que data del año 756, muestra menos interés por los asuntos macropolíticos, lo cual refleja el debilitamiento de la influencia de “superpotencias”, como Palenque y Calakmul, proceso que comenzó antes del colapso del siglo IX. Sin embargo, las rivalidades locales fueron constantes y, probablemente, se intensificaron ante la ausencia de las alianzas de mayor envergadura, que se habían dado en épocas anteriores.
En una representación visual contenida en esta estela, aparece un gobernante, cuyo nombre no es legible, y que sería aliado o subordinado al rey de Moral-Reforma, y se le ve golpeando a varios prisioneros, lo que refleja las numerosas guerras contra las ciudades vecinas mencionadas, de Calakmul, Palenque y Tikal.
La misma estela 1 indica, aunque no está legible, el antiguo nombre de la ciudad de Moral-Reforma.

## Descripción del sitio

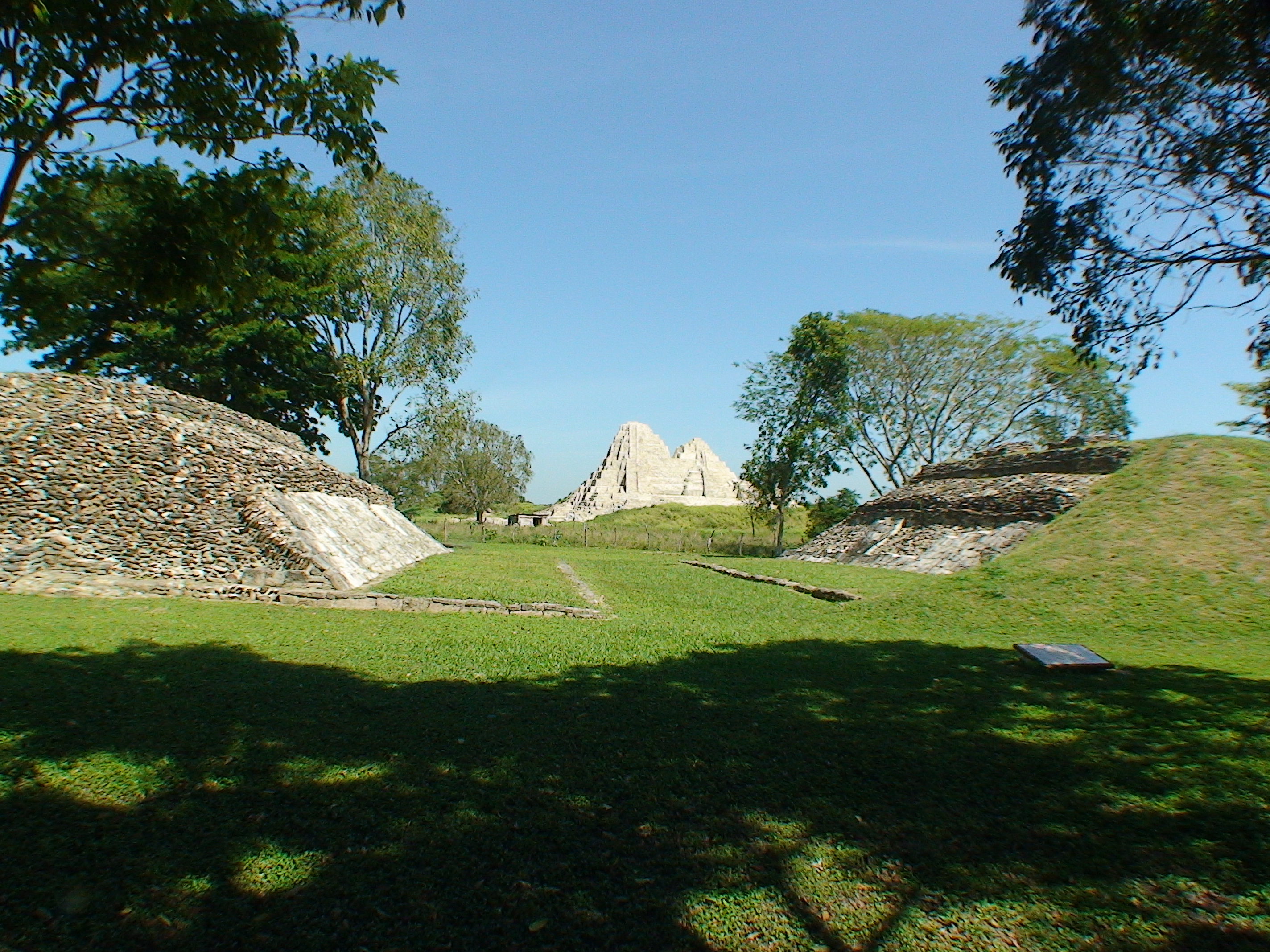
Juego de pelota

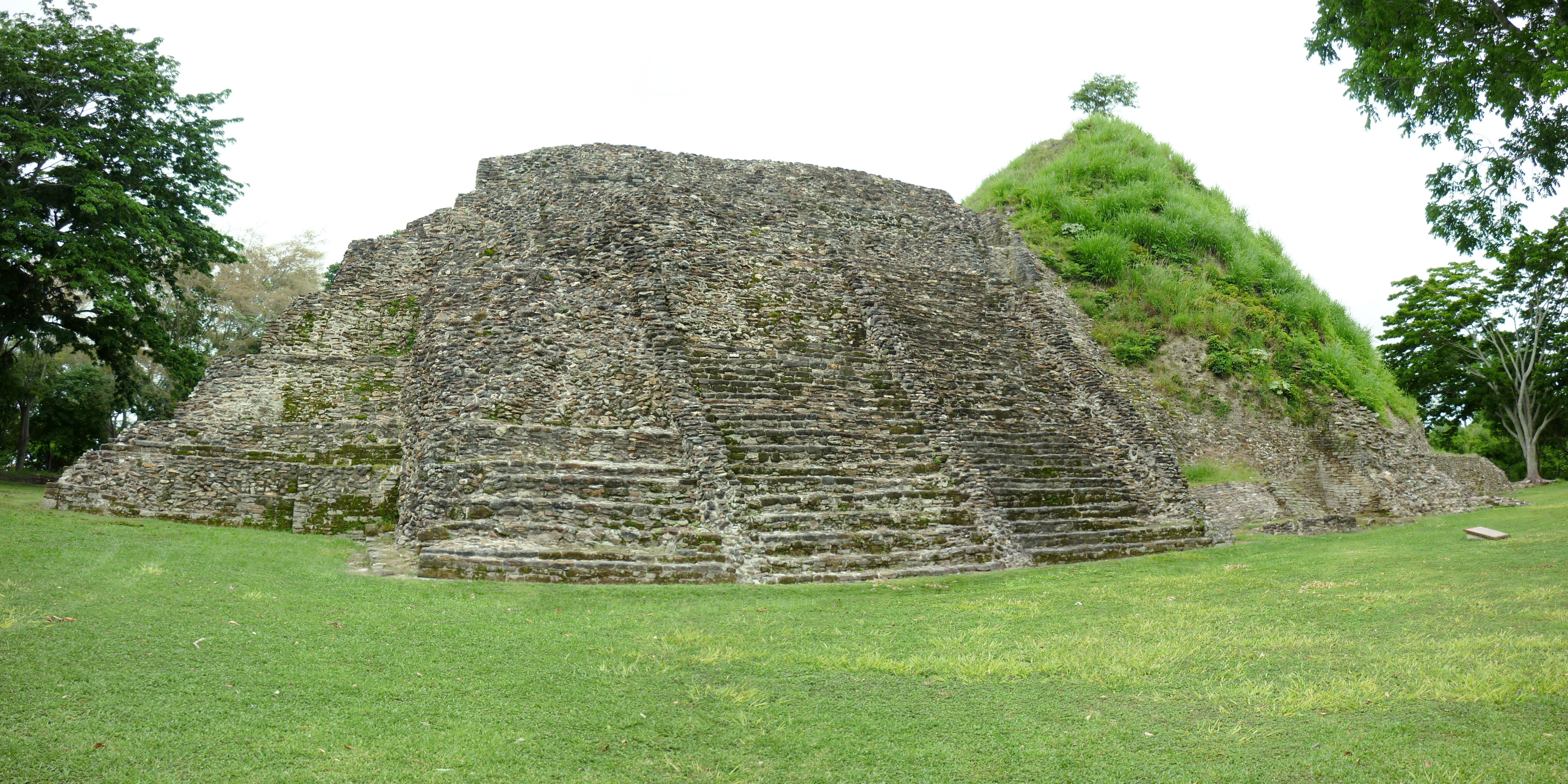
Edificios 1 y 2 del grupo 1.

Este sitio es conocido también como Morales o Moral. Sitio aún no explorado en su totalidad, cuenta con grandes plazas, rodeadas de altas estructuras, de perfiles muy alargados, que nos recuerdan la arquitectura de Tikal, o las torres de Río Bec. Tiene, en su conjunto principal, siete edificios medianos y varios pequeños.
En excavaciones recientes, arqueólogos encontraron seis máscaras de color verdoso y una escultura de roca caliza, que asemeja el cuerpo de algún tipo de guerrero, al cual aún se le ven los brazaletes, formados en los ante brazos, lo que es considerado por los expertos como una ofrenda a los dioses. El cuerpo de este guerrero tiene el torso fijo, pero piernas y manos articuladas y tienen movimiento, pieza de las que se han hallado pocas. Todo ello fue encontrado en el segundo piso del edificio del conjunto 2, que se comenzó a descubrir hace apenas algunos meses y que con sus 27 metros de altura, es considerado ya como el más grande en la zona.

### Grupo 1
El grupo es de corte rectangular, cuyos bordes no están claramente delimitados. Se compone de tres pirámides de diferentes alturas y también incluye el juego de pelota. Los materiales de construcción son, en su mayoría, piedras del río San Pedro Mártir.
Complementan este grupo dos edificaciones tipo "palacio" que cuentan con patios interiores, además de estelas y altares lisos y en algunos casos con inscripciones.

### Grupo 2
Este grupo está formado por dos pirámides unidas, cuya altura es de 27 metros, siendo las pirámides más altas descubiertas en la región de Tabasco y una de las más altas en la zona. En la pirámide norte, la más alta, se llega a la cima, a través de una estrecha escalera. La pirámide sur, que es un poco más baja, cuenta con una plataforma, que tiene una amplia escalera, para acceder a la parte superior. 
Aquí se localiza la llamada Plaza Oriente, la cual está dominada por el Edificio 2 y la pirámide doble del Edificio 14; construcciones pareadas de carácter ceremonial.
De los edificios en la parte superior de las pirámides, sólo quedan pequeños restos.

## Como llegar
Si tomamos como punto de partida Villahermosa, se toma la carretera federal 186, hasta el entronque con la carretera estatal, hasta la ciudad de Balancán de Domínguez; continuar por la carretera estatal s/n, con dirección a Villa El Triunfo,hasta el entronque a la derecha, rumbo a la población de Reforma. Tiempo estimado de recorrido: 2 horas con 30 minutos. La zona arqueológica abre todos los días del año, en un horario de 9 a 17 horas y sin costo alguno.

Juego de pelota.

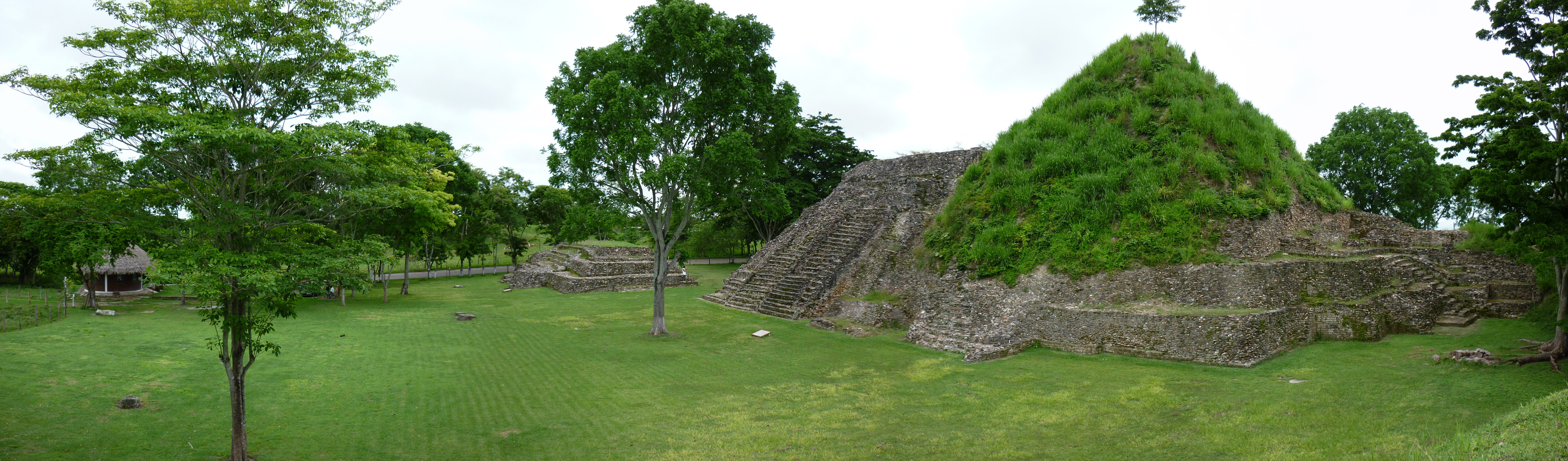
Explanada principal.